# Kung Fahds fontän
Kung Fahds fontän (arabiska: نافورة الملك فهد), är en fontän i Jidda i Saudiarabien som är uppkallad efter kung Fahd bin Abdul Aziz.
Fontänen, som är kung Fahds gåva till staden, sprutar vattnet upp till 260 meter upp i luften från en sockel som påminner om ett rökelsekar och är totalt 312 meter hög. Den sätts på klockan 6 varje kväll, om det inte blåser för mycket, och stängs av klockan 3 på natten, med undantag för tre veckor varje år då den är stängd för underhåll. 
Den första fontänen på platsen byggdes mellan 1980 och 1983 med  Jet d'eau i Genève som förebild. Den sprutade vatten 120 meter upp i luften, men ansågs inte tillräckligt imponerande, så man beslöt sig för att konstruera en ny, större fontän.
I motsats till många andra fontäner använder kung Fadhs fontän sig av saltvatten. Vattnets innehåll av salter och suspenderat material sliter på munstycket som är tillverkat av en speciallegering. Pumpstationen med tre stora centrifugalpumpar från Sulzer i Schweiz är placerad under vatten för att inte skymma kungens palats.